# قائمة الاختصارات اللاتينية
هذه قائمة بالاختصارات اللاتينية الشائعة. وقد تبنت اللغة الإنجليزية الحديثة كل الاختصارات المذكورة أدناه تقريبًا. على كل حال، مع بعض الاستثناءات (على سبيل المثال، versus أو modus operandi)، فإن أغلب الكلمات والعبارات اللاتينية المرجعية تُعتبر دخيلة على اللغة الإنجليزية. وفي بعض الحالات، حلت الاختصارات الإنجليزية محل الاختصارات اللاتينية الأصلية (على سبيل المثال، "rest in peace" بدلاً من RIP و"postscript" بدلاً من PS).
كانت اللغة اللاتينية ذات يوم لغة الثقافة والمعرفة العالمية في أوروبا. ومنذ القرن الثامن عشر، بدأ المؤلفون في استخدام لغاتهم الأم لكتابة المؤلفات، أو الأوراق البحثية، أو الإجراءات. وحتى عندما خرجت اللغة اللاتينية من الاستخدام، استمر استخدام العديد من الاختصارات اللاتينية بسبب بساطتها الدقيقة، ومكانة اللاتينية كلغة علمية.
| الاختصار | اللاتينية   | الترجمة العربية | الاستخدام وملاحظات |
| -------- | ----------- | --------------- | --- |
| AD       | anno Domini | "في سنة الرب"   | تُستخدم لتصنيف أو ترقيم السنوات في التقويمين اليولياني والغريغوري. يعتمد عصر الميلاد أو التقويم المسيحي على السنة التي يتم حسابها تقليديًا لولادة يسوع الناصري أو حمله، حيث يحسب الميلاد السنوات بعد بداية هذا العصر، ويحسب قبل الميلاد السنوات قبل بداية العصر. مثال: "بدأت الحرب الأهلية الأمريكية في عام 1861 م." |
| مثال     | مثال        | مثال            | مثال |
| مثال     | مثال        | مثال            | مثال |
| مثال     | مثال        | مثال            | مثال |
| مثال     | مثال        | مثال            | مثال |
| مثال     | مثال        | مثال            | مثال |
| مثال     | مثال        | مثال            | مثال |
| مثال     | مثال        | مثال            | مثال |
| مثال     | مثال        | مثال            | مثال |
| مثال     | مثال        | مثال            | مثال |
| مثال     | مثال        | مثال            | مثال |
| مثال     | مثال        | مثال            | مثال |
| مثال     | مثال        | مثال            | مثال |
| مثال     | مثال        | مثال            | مثال |
| مثال     | مثال        | مثال            | مثال |
| مثال     | مثال        | مثال            | مثال |
| مثال     | مثال        | مثال            | مثال |
| مثال     | مثال        | مثال            | مثال |
| مثال     | مثال        | مثال            | مثال |
| مثال     | مثال        | مثال            | مثال |
| مثال     | مثال        | مثال            | مثال |
| مثال     | مثال        | مثال            | مثال |
| مثال     | مثال        | مثال            | مثال |
| مثال     | مثال        | مثال            | مثال |
| مثال     | مثال        | مثال            | مثال |
| مثال     | مثال        | مثال            | مثال |
| مثال     | مثال        | مثال            | مثال |
| مثال     | مثال        | مثال            | مثال |
| مثال     | مثال        | مثال            | مثال |
| مثال     | مثال        | مثال            | مثال |
| مثال     | مثال        | مثال            | مثال |
| مثال     | مثال        | مثال            | مثال |
| مثال     | مثال        | مثال            | مثال |
| مثال     | مثال        | مثال            | مثال |
| مثال     | مثال        | مثال            | مثال |
| مثال     | مثال        | مثال            | مثال |
| مثال     | مثال        | مثال            | مثال |
| مثال     | مثال        | مثال            | مثال |
| مثال     | مثال        | مثال            | مثال |
| مثال     | مثال        | مثال            | مثال |
| مثال     | مثال        | مثال            | مثال |
| مثال     | مثال        | مثال            | مثال |
| مثال     | مثال        | مثال            | مثال |
| مثال     | مثال        | مثال            | مثال |
| مثال     | مثال        | مثال            | مثال |
| مثال     | مثال        | مثال            | مثال |
| مثال     | مثال        | مثال            | مثال |
| مثال     | مثال        | مثال            | مثال |
| مثال     | مثال        | مثال            | مثال |
| مثال     | مثال        | مثال            | مثال |
| مثال     | مثال        | مثال            | مثال |
| مثال     | مثال        | مثال            | مثال |
| مثال     | مثال        | مثال            | مثال |
| مثال     | مثال        | مثال            | مثال |
| مثال     | مثال        | مثال            | مثال |
| مثال     | مثال        | مثال            | مثال |
| مثال     | مثال        | مثال            | مثال |
| مثال     | مثال        | مثال            | مثال |
| مثال     | مثال        | مثال            | مثال |
| مثال     | مثال        | مثال            | مثال |
| مثال     | مثال        | مثال            | مثال |